# And I Feel Fine ... The Best of the I.R.S. Years 1982-1987
And I Feel Fine... The Best of the I.R.S. Years 1982–1987 er et opsamlingsalbum af det amerikanske alternative rockband R.E.M. udgivet d. 12 september 2006. Det indeholder sange fra bandets tid hos I.R.S. Records.
En DVD kaldet When the Light Is Mine blev udgivet samme dag.
And I Feel Fine er tilgængelig i to versioner: en standardversion med én cd, der indeholder 21 fan-favoritter, fra Chroninc Town EP fra 1982 til Document fra 1987. Dette inkluderer alle singler udgivet på IRS bortset fra "Wendell Gee" og "Superman". Den anden udgave har en bonus CD med forskellige sjældne numre. "Superman"-singlen, tidligere uudgivede sange og alternative mix. To sange, "Bad Day" og "All the Right Friends", er med på en demoversion i forhold til versionen fra 2003 fra R.E.M. opsamlingen In Time - The Best of R.E.M. 1988-2003 udgivet af Warner Bros.

## Spor
Alle sange er skrevet af Bill Berry, Peter Buck, Mike Mills og Michael Stipe på nær "Superman", som er skrevet af Gary Zekley og Mitchell Bottler.

### CD 1
1. "Begin the Begin" (fra Lifes Rich Pageant, 1986) – 3:29
2. "Radio Free Europe" (fra Murmur, 1983) – 4:06
3. "Pretty Persuasion" (fra Reckoning, 1984) – 3:51
4. "Talk About the Passion" (fra Murmur, 1983) – 3:22
5. "(Don't Go Back To) Rockville" (single version) (fra Reckoning, 1984) – 4:33
6. "Sitting Still" (fra Murmur, 1983) – 3:18
7. "Gardening at Night" (fra Chronic Town, 1982) – 3:29
8. "7 Chinese Bros." (fra Reckoning, 1984) – 4:15
9. "So. Central Rain (I'm Sorry)" (fra Reckoning, 1984) – 3:15
10. "Driver 8" (fra Fables of the Reconstruction, 1985) – 3:23
11. "Cant Get There fra Here" (single version) (fra Fables of the Reconstruction, 1985) – 3:39
12. "Finest Worksong" (fra Document, 1987) – 3:48
13. "Feeling Gravitys Pull" (fra Fables of the Reconstruction, 1985) – 4:51
14. "I Believe" (fra Lifes Rich Pageant, 1986) – 3:49
15. "Life and How to Live It" (fra Fables of the Reconstruction, 1985) – 4:08
16. "Cuyahoga" (fra Lifes Rich Pageant, 1986) – 4:21
17. "The One I Love" (fra Document, 1987) – 3:17
18. "Welcome to the Occupation" (fra Document, 1987) – 2:47
19. "Fall On Me" (fra Lifes Rich Pageant, 1986) – 2:51
20. "Perfect Circle" (fra Murmur, 1983) – 3:29
21. "It's the End of the World as We Know It (And I Feel Fine)" (fra Document, 1987) – 4:05

### CD 2
1. "Pilgrimage" (Mikes valg fra Murmur, 1983) – 4:30
2. "These Days" (Bill's valg fra Lifes Rich Pageant, 1986) – 3:25
3. "Gardening at Night" (langsommere elektrisk demo fra Reckoning sessions, 1984) – 4:44
4. "Radio Free Europe" (Radio Free Europe, Hib-Tone single version), 1981) – 3:48
5. "Sitting Still" (Radio Free Europe, Hib-Tone b-side version), 1981) – 3:16
6. "Life and How to Live It" (live på Muziekcentrum Vredenburg, Utrecht, Holland, 14 September 1987) – 6:36
7. "Ages of You" (live på Paradise Rock Club, Boston, 13 July 1983) – 3:48
8. "We Walk" (live på Paradise Rock Club, Boston, 13 July 1983) – 3:17
9. "1,000,000" (live på Paradise Rock Club, Boston, 13 July 1983) – 3:25
10. "Finest Worksong" (andet mix, b-side af "Finest Worksong" 12-inch single, 1987) – 3:47
11. "Hyena" (demo fra Fables of the Reconstruction sessions, 1985) – 2:50
12. "Theme fra Two Steps Onward" (demo fra Lifes Rich Pageant sessions, 1986) – 4:37
13. "Superman" (fra Lifes Rich Pageant, 1986) – 2:53
14. "All the Right Friends" (demo udtag fra Murmur sessions, 1983, tidligere udgivet på Dead Letter Office IRS genudgivelse, 1993) – 3:53
15. "Mystery to Me" (demo fra Lifes Rich Pageant sessions, 1986) – 2:01
16. "Just a Touch" (liveudgave optaget i studiet under optagelserne af Reckoning sessions, 1984) – 2:38
17. "Bad Day" (også kaldet "PSA", udtag fra Lifes Rich Pageant sessions, 1986) – 3:03
18. "King of Birds" (fra Document, 1987) – 4:09
19. "Swan Swan H" (live akustisk version, optaget som en del af filmen Athens, GA: Inside Out, 1987) – 2:43
20. "Disturbance at the Heron House" (Peter's valg fra Document, 1987) – 3:32
21. "Time After Time (AnnElise)" (Michael's valg fra Reckoning, 1984) – 3:31